# Raúl Amarilla
Raúl Vicente Amarilla Vega (Luque, 19 de julho de 1960) é um ex-futebolista paraguaio naturalizado espanhol. Atualmente, exerce a função de treinador.

## Carreira
Raúl Amarilla estreou no futebol profissional aos 17 anos de idade, no Sportivo Luqueño. Com apenas 7 meses na equipe principal do clube, sua atução proporcionou a contratação de seu passe pelo Real Santander da Espanha, em 1980. Ainda em solo europeu, passou por Real Zaragoza e Barcelona, antes de retornar ao Paraguai.
De volta à sua terra natal, vestiu a camisa do Olimpia. Após transferir-se para o América do México, em 1989, voltou para o Olimpia no ano seguinte, onde conquistou os títulos da Libertadores e da Supercopa, em 1990 (mesmo ano em que foi eleito Melhor jogador das Américas pelo jornal uruguaio El País), e da Recopa Sul-Americana, em 1991.
Em 1994, encerrou a carreira de jogador, atuando no Yokohama Flügels, do Japão. Atuou como treinador e, na Copa do Mundo de 2006, como auxiliar-técnico na Seleção Paraguaia, assumindo o posto de comandante da Seleção, após a desclassificação da competição.

## Títulos
Barcelona
- Copa da Liga Espanhola: 1986.
- Copa do Rei da Espanha: 1988.

Olimpia
- Copa Libertadores da América: 1990.
- Supercopa Libertadores: 1990.
- Recopa Sul-Americana: 1991.
- Campeonato Paraguaio: 1988 e 1993.

## Artilharia
Olimpia
- Copa Libertadores da América: 1989[2] (10 gols).
- Supercopa Libertadores: 1990 (7 gols).
- Campeonato Paraguaio: 1988 (17 gols).

## Prêmios
Olimpia
- Melhores do Futebol (El País): 1990.